# Olga Paušič
Olga Paušič, sodobna slovenska pisateljica, * 1. januar 1953, Lendava, Slovenija.

## Življenje
Olga Paušič se je rodila 1. januarja 1953 v Lendavi, kjer je končala končala osnovno šolo, gimnazijo pa je obiskovala v Murski Soboti. Študirala je slovenščino in nemščino v Mariboru na tedanji Pedagoški akademiji, kjer je leta 1974 tudi diplomirala. Sedaj že upokojena učiteljica je bila zaposlena na Dvojezični osnovni šoli I v Lendavi, kjer je poučevala slovenščino in izbirni predmet gledališki klub. Bila je tudi mentorica šolske gledališke skupine.

## Delo
Leta 1995 sta skupaj s pesnikom Štefanom Huzjanom izdala zbirko Obrazi, ki ji je dve leti kasneje sledila zbirka avtobiografskih pripovedi Imejmo jih radi. Leta 1999 je izšel njen mladinski roman Junaki, leta 2004 pa zbirka Šolski štosi, ki vsebuje številna odrska besedila za mladinske gledališke skupine. Leta 2005 je prejela občinsko priznanje za delo na področju kulture. V strokovnih revijah Šolski razgledi, Slovenščina v šoli  in Mentor objavlja pedagoške članke, kratko prozo in odrska besedila, nekaj besedil je prevedenih tudi v madžarščino. Njen mladinski roman Skrivnosti iz leta 2006 je bil na razpisu JSKD Slovenije uvrščen med pet najboljših izvirnih besedil, izdanih v samozaložbi. Leta 2011 je izdala mladinski roman Osumljen in zbirko kratke proze z naslovom Mavrični vsakdanjiki. Leta 2012 je izšla zbirka kratkih zgodb za najmlajše z naslovom Pod belim gradom, leta 2015 pa zbirka pesmi in kratke proze z naslovom Počitnice pod belim gradom.
Leta 2012 je izšla tudi avtoričina prva pesniška zbirka za odrasle z naslovom Sanje o zvezdah.
Leta 2016 je izdala zbirko 50 kratkih pripovedi za odrasle z naslovom Pod drobnogledom.
Veliko se ukvarja s pisanjem odrskih besedil. Leta 2011 je izdala zbirko za mladinske gledališke skupine z naslovom Veselo na oder. Leta 2015 je izšla zbirka odrskih besedil za gledališke skupine odraslih z naslovom Z nasmehom na oder. Besedila piše tudi za lendavsko gledališko skupino odraslih Kofetarji. Skupina je »nastala« leta 2008 in se je doslej odlično predstavila s komedijami Kofetarji (režiser Attila Mess), En hribček bom kupil (režija: Attila Mess) in Gremo na morje (režija Mihael Štampah).
V okviru Kofetarjev deluje tudi skupina, ki pripravlja igre, namenjene najmlajšim (Kofetarji M). Avtorica pripravlja besedila za skupino, obenem je tudi režiserka predstav.  2010. leta so pripravili predstavo Maček Muri in prijateljica Julija (12 nastopov v enotah Vrtca Lendava in na dvojezičnih šolah v občini), istega leta predelavo Grimmove pravljice Sneguljčica (16 nastopov),  2011. leta »praznično igro« z naslovom Božično darilo (deset nastopov), 2012. leta veseloigro z naslovom Božičkov pevski zbor (24 nastopov po vrtcih in osnovnih šolah). 2014. leta je skupina nastopila s predelavo ljudske pravljice Mojca Pokrajculja (16 nastopov), 2015. pa z veseloigro Čigava bo jelka (14 nastopov).
Avtorica tudi veliko potuje, svoja potopisna besedila objavlja v pomurskem Vestniku, Nedeljskem dnevniku, Večeru,  v revijah Svet in ljudje, Horizont, Potovanja in stil, Otrok in družina, Naša žena, LINDUA in Zarja. Leta 2010 je v samozaložbi izdala obsežnejši potopis Po sledeh bojevnikov, leta 2011 pa zbirko potopisnih gradiv z naslovom Z nahrbtnikom, s kamero in peresom po svetu.
Med drugim je avtorica tudi članica uredništva lendavske multikulturne strokovno-družboslovno-literarne revije LINDUA, ki izhaja v Lendavi že deveto leto.

## Mladinska dela
Obrazi
Zbirka obsega pesmi in likovne skice Štefana Huzjana ter kratko prozo Olge Paušič. Govori o dečku, ki je ubijal živali, alkoholiku, goslaču, Jasni, ki steguje roko za nedosegljivim, ponižanih osmošolcih ..., skratka obrazih, ki si iščejo prostor pod soncem.
Imejmo jih radi
Osrednja tema kratkih pripovedi je ljubezen do hišnih ljubljenčkov. Preko dogodivščin psičk Pike in Rine spoznavamo družino, njene člane, medsebojne odnose ter odnose ljudi do živali.
Junaki
Roman govori o učencih osmega razreda, ki si šolske ure krajšajo z uganjanjem norčij in povzročanjem sivih las učiteljem. Zgodba se odvija v predbožičnem času, ko je na preizkušnjo postavljen cel zloglasni osmi razred. Dokazati morajo svojo nedolžnost, poiskati prave krivce in si med seboj pomagati tudi v najtežjih trenutkih.
Šolski štosi
Zbirka odrskih besedil, ki je primerna za šolske gledališke skupine. 
Skrivnosti
Osrednja tema romana je ljubezen, ki zraste iz prijateljstva dveh srednješolcev. Skupaj se soočata s problemi, kot so nasilje, izsiljevanje, alkoholizem, zloraba drog, ipd. Ob strani jima stoji družina, prijatelji, velik poudarek je tudi na urejenih medsebojnih odnosih.
Osumljen
Osrednja junakinja romana je najstnica Ani, ki bralca popelje v težaven svet odraščanja. Poleg šolskih, ljubezenskih in družinskih spletk dobimo vpogled tudi v drugačno problematiko: življenje ljudi, vpete med dva jezika na narodnostno mešanem območju.
Veselo na oder
Je zbirka odrskih besedil, primernih za šolske, mladinske in druge gledališke skupine. Vsebuje izvirna besedila in predelave znanih tem/pravljic (Sneguljčica malo drugače, Mojca Pokrajculja).
Pod belim gradom
V zbirki kratkih zgodb za najmlajše nas deklica Julija popelje v čaroben svet otroštva. Preko njenih vsakdanjih dogodivščin dobimo odgovore na preprosta, pa vendar zapletena otroška vprašanja, kot so Kaj je mavrica?, Kje je pomlad?, Kako daleč je čez hribe in doline?, Kako razvozlati "gordijski vozel" na čevlju? ipd. Posebej zanimivi so v knjigi tudi vloženi verzi.
Počitnice pod belim gradom
Je zbirka kratke proze in pesmi za najmlajše.

## Dela za odrasle
Po sledeh bojevnikov
Je potopis avtoričinega popotovanja po Ekvadorju in Peruju. Preko osebnih opisov dogodivščin in izkušenj ter bogatega izbora fotografij dobi bralec vpogled v magičnost obeh dežel.
Z nahrbtnikom, s kamero in peresom po svetu
Je zbirka avtoričinih popotniških utrinkov iz najrazličnejših krajev sveta. Svoja številna doživetja in izkušnje razodeva v obliki dnevniških zapisov, potopisnih člankov, osebno obarvanih pripovedi in izpovedi.
Mavrični vsakdanjiki
V zbirki kratke proze avtorica iz zornega kota učitelja bralce sooča s šolskim vsakdanjikom. Razgrinja težave, napake, probleme svojih junakov, odkrije pa tudi pozitivne strani življenja, perspektive, ki vodijo k boljšim odnosom med ljudmi.
Sanje o zvezdah
Avtoričina prva pesniška zbirka je razdeljena na več tematskih poglavjih, v katerih najdemo ljubezenske, humorne, pomladne, jesenske, domače, pa tudi razmišljujoče pesmi o sanjah, upanju. Ugotovimo, da je dovoljeno sanjati o zvezdah, saj smo zvezde ljudje sami. Odgovori se skrivajo v nas.
Pod drobnogledom
Obsega 50 pripovedi, v katerih se avtorica dotakne aktualnih družbenih problemov, predstavi življenje žensk v različnih deželah sveta, v zbirki pa najdemo tudi avtobiografska in humorno obarvana besedila.
Z nasmehom na oder
Je zbirka 4 daljših odrskih besedil ter 7 skečev  za odrasle.